# Boyds
Predefinição:Info/Localidade dos Estados Unidos nome = Boyds
Boyds é uma área não-incorporada estadunidense na zona rural do condado de Montgomery, Maryland, localizada ao norte de Washington, DC. Seu CEP é 20841.